# شكرالى
شكرالى قرية صغيرة تابعة لناحية سيروان قضاء حلبجة محافظة السليمانية في كردستان العراق. أسست قبل سبعين عاما من قبل السيدان محمد على سان احمد من عشيرة ولى، والسيد رحيم من عشيرة كلهور وتتكون من 75 عائلة تقع على ارتفاع 1667 قدم عن سطح البحر وتبعد 1500 متر عن قرية كردى سفا السفلى.